# بريان ماكلين
بريان ماكلين (بالإنجليزية: Brian McLean)‏ (28 فبراير 1985 في المملكة المتحدة - ) هو لاعب كرة قدم بريطاني في مركز الدفاع. شارك مع منتخب اسكتلندا تحت 17 سنة لكرة القدم ومنتخب أيرلندا الشمالية لكرة القدم. أما مع النوادي، فقد لعب مع بروناي دي بي إم إم وبريستون نورث إيند ودندي يونايتد ونادي روس كاونتي ونادي رينجرز ونادي فالكيرك ونادي ماذرويل.

## وصلات خارجية
- بريان ماكلين على موقع قاعدة بيانات كرة القدم.إي يو (الإنجليزية)
- بريان ماكلين على موقع ناشيونال فوتبول تيمز (الإنجليزية)
- بريان ماكلين على موقع Soccerbase.com (لاعب) (الإنجليزية)